# Палац Келуш

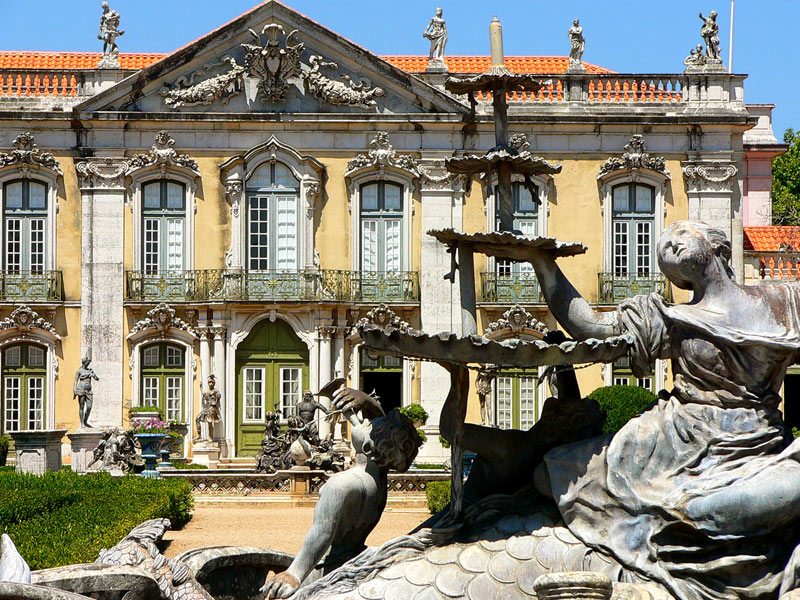
Вхід до палацу

Палац Келуш (порт. Palácio Nacional de Queluz; відомий також як Національний палац) — палац португальських королів, збудований у стилі рококо в місті Келуш поблизу Лісабона. Будівництво було розпочато 1742 року придворним архітектором Матеушем Вісенте ді Олівейрою для Педру III та завершено 1767 року.
В саду розставлено статуї, привезені королем з Італії та Англії. Навпроти центрального входу розташований Великий фонтан. В центрі його скульптурної композиції розташований Нептун. 
1794 року палац став місцем перебування королеви Марії. Донині в одному з павільйонів палацу прийнято розміщувати голів закордонних урядів, які відвідують Португалію з державними візитами.